# Desperate Ground
Desperate Ground è il sesto album discografico in studio del gruppo musicale indie rock dei The Thermals, pubblicato nel 2013.

## Tracce
1. Born to Kill – 1:48
2. You Will Be Free – 2:45
3. The Sunset – 2:51
4. I Go Alone – 3:12
5. The Sword by My Side – 3:10
6. You Will Find Me – 2:22
7. Faces Stay with Me – 2:32
8. The Howl of the Winds – 2:29
9. Where I Stand – 2:08
10. Our Love Survives – 3:08

## Formazione
- Kathy Foster - voce, basso
- Hutch Harris - voce, chitarra
- Westin Glass - voce, batteria